# Television på Malta
Television på Malta. TV-sändningarna på Malta startade 1961. Public service-företaget heter Public Broadcasting Services Ltd. (PBS) och sänder kanalen TVM. PBS är medlem i EBU. Det finns dessutom flera partibundna privata stationer. Utöver detta mottas i hög grad grannlands-TV från Italien.